# Мусаелян, Сергей Александрович
Сергей Александрович Мусаелян (род. 23 ноября 1950, Москва) — советский и российский пианист. Заслуженный артист Российской Федерации (1999).

## Биография
Сергей Мусаелян — советский и российский пианист, родился 23 ноября 1950 года в Москве.
Отец — Мусаелян Александр Давидович, горный инженер, строитель первого метрополитена в Москве.
Мать — Мусаелян Элеонора Богдановна (урожд. Балаян), заслуженный деятель культуры РСФСР, ученица К. Н. Игумнова и А. Ф. Гедике, выпускница Московской государственной консерватории имени П. И. Чайковского, педагог, работавшая в Центральной музыкальной школе.
Первые уроки игры на фортепиано Сергей получил у своей матери Э. Б. Мусаелян. В 1958 году Сергей поступил в ЦМШ. Учился в классах А. С. Сумбатян, Т. А. Бобович, Э. Б. Мусаелян и Е. М. Тимакина. Досрочно закончив ЦМШ, Сергей поступил в Московскую государственную консерваторию имени П. И. Чайковского сначала в класс Г. Б. Аксельрода, а затем пианиста-педагога, народного артиста СССР, профессора Я. В. Флиера. После окончания Консерватории поступил в аспирантуру Гнесинского института к профессору Б. М. Берлину.
В 1976 году Сергей Мусаелян участвует в Международном конкурсе пианистов имени Вианы да Мотта в Лиссабоне.
С 1976 года работает в Москонцерте, концертирует по СССР. Несмотря на признание, Сергей Мусаелян на долгие годы становится не выездным за рубеж.

В 1988 году на Сергея Мусаеляна обратил свое внимание Святослав Рихтер. Скупой на похвалы, Святослав Теофилович дал сначала Сергею достаточно противоречивую характеристику: 
«Пианист — сын Эли Балаян (с которой я дружил в давние годы в Тбилиси), хорошей строгой музыкантши, дававшей в то время и мне хорошие советы и кстати настоявшей, чтобы я аккуратно записывал в тетради все мои выступления — что я и делал всю жизнь. У него блестящая техника (завидная), но она, к сожалению, как-то выскакивает на переднее место, оставляя остальные качества позади. Крепкий пианист. И всё…»
Тем не менее, Рихтер начал оказывать поддержку Сергею, и благодаря его помощи пианист начинает давать концерты за пределами СССР.
С конца 80-х и в 90-е годы Сергей Мусаелян гастролирует по Европе, Северной и Южной Америке, Корее, Китаю.
В 1988 году Сергея Мусаеляна заметил финский музыкальный деятель Сеппо Хейкинхеймо. С его помощью за год Мусаелян дал свыше 100 концертов в Финляндии. А в 1989 году пианист дает благотворительный сольный концерт в пользу «Красного Креста» в Женеве.
В 1990 году Араик Бабаджанян и Сергей Мусаелян основали Фонд памяти Арно Бабаджаняна. С 1991 года в Москве, Ереване и Лос-Анджелесе проходят фестивали, посвященные памяти композитора.
В 1992 году в городе Миккели (Финляндия) проводится Первый камерный международный музыкальный фестиваль, в качестве артистического директора которого выступает Сергей Мусаелян, а Владимир Ашкенази в качестве почётного президента.
В 2000-е году пианист выступает с концертами в России, а также выезжает на гастроли в США, Данию, Польшу.
В 2011 году Сергей Мусаелян участвует в создании Фонда развития фортепианного искусства им. Я. В. Флиера, а в 2012 году участвует в фестивале к его 100-летию. В фестивале также приняли участие другие ученики Я. В. Флиера: М.Плетнев с Российским национальным оркестром, В.Фельцман, И.Беркович, Д.Рацер, А.Зандманис, М.Абрамян, И.Оловников и другие.
Репертуар Сергея Мусаеляна включает произведения от И. С. Баха до современных композиторов. Тем не менее, особую любовь и место в его творчестве занимают произведения Ф. Шопена и С. В. Рахманинова.

Журналист Анна Политковская так писала о мастерстве пианиста: 
«…тот, кто ценит элегантность классики, исполняемой в стиле московской игумновской пианистической школы, получит удовольствие. На сцене не будет поделок, неоправданных экспромтов с текстами великих композиторов, вы застрахованы от халтуры, к которой ухо отечественных ценителей музыки уже несколько попривыкло в последнее десятилетие…»
Начиная с 2005 года Сергей Мусаелян занимается педагогической деятельностью: дает мастер-классы в Эдинбургском университете «Пан-Американ» (Техас, США), читает лекции о фортепианном искусстве в разных странах мира.
Сергей Мусаелян в разное время выступал с такими дирижерами, как: Владимир Ашкенази, Валерий Гергиев, Ульф Содерблём, Михаил Плетнев, Осмо Вянскя, Саулюс Сондецкис, Фуат Мансуров, Питер Дабровски, Кристьян Ярви, Константин Кримец.

## Звания
- 1999 г. — Заслуженный артист Российской Федерации